# حصاة النصلة
حصاة النصلة أو حصاة عنترة هي صخرة حمراء اللون تقع في منطقة القصيم وسط المملكة العربية السعودية. تُعد حصاة النصلة إحدى الشواهد التي تُشير إلى تاريخ عنترة بن شداد وابنة عمه عبلة، والتي دارت فصولها بين صخرتين عرفا بعد ذلك بصخرة عنتر. وتعتبر الصخرة من أبرز المواقع على المسار السياحي المعتمد في منطقة القصيم وهو مسار متخصص ضمن مسارات التراث الأدبي التي تحتضنها المنطقة، وعملت الهيئة العامة للسياحة بالتعاون مع الشركاء على عدد من البرامج والأنشطة التعريفية في الموقع من قصيباء شمال شرق حتى موقع الصخرة في الجواء.

## الموقع
تقع حصاة النصلة في عيون الجواء إلى شمال غرب قرية غاف الجواء شمال غرب بريدة.

## توصيف الصخرة
وحصاة النصلة هي كتلة صخرية كبيرة ذات شكل مخروطي، تشكلت به بسبب العوامل الجوية والرياح. وتحتوي واجهتها على مجموعة من النقوش الثمودية والرسوم الصخرية لأشكال حيوانية متنوعة.

## سبب التسمية
سُميت بهذا الأسم لأنها نصلت أو أنفردت عن الجبال التي تقرب منها، ويوجد على هذه الصخرة رسومات حيوانية وكتابات قديمة كُتبت بالخط المسند الشمالي الخاص بسكان شمال الجزيرة العربية. وقيل إن عبلة وعنترة بن شداد كانا يلتقيان تحت ظل صخرة حصاة النصلة الواقعة شمال عيون الجواء، وكانا يتبادلان أحاديث الود ومشاعر العاطفة الرقيقة وكانت تجاورهما صخرة تشبه الكأس قيل إن عنترة يربط فرسه فيها اثناء حديثه مع محبوبته.

## التاريخ
يُروى أن عنترة بن شداد كان يربط حصانه في الصخرة ويلاقي محبوبته عبلة تحت صخرة النصلة. ولقد ذكر عنترة مواقع بالقصيم ومنها عيون الجواء بالذات، ومنها قوله في أحد الأبيات:
ولقد حبست بها طويلا ناقتي
أشكو إلى سفع رواكد جثّمِ
يا دار عبلة بالجواء تكلمي

وعمي صباحا دار عبلة واسلمي
وقد عثر فيها على نقوش ثمودية، وتدل هذه النقوش على الأهمية التي كانت تتمتع بها المنطقة خلال الفترة من القرنين الثاني قبل الميلاد إلى الأول أو الثاني الميلادي، حيث أنها تدل على أن المنطقة قديمة الإستيطان.

## التحسينات والتطوير
- في عام 2019م، تعرضت الصخرة إلى تشويه وتغيير وطمس. وعملت هيئة السياحة إثر الحادث بعمل تنظيف وصيانة وإزالة الشوائب عبر فريق متخصص من قطاع الآثار والمتاحف مع المحافظة على النقوش الأصلية والثمودية والرسومات. وقد تم تسوير الموقع لحمايته.[1]

## انظر ايضاً
- القصيم
- حصاة الطلحة
- روض الجواء

## وصلات خارجية
- صخرتا “حصاة النصلة” و”صخرة عنترة” في القصيم .. شواهد قصة عنترة بن شداد.
- الجواء.. للأسطورة عنوان وللجمال مكان.